# Visoko
Visoko je město a středisko općiny ve střední Bosně a Hercegovině. Leží na řece Bosně asi 25 km severozápadně od Sarajeva v nadmořské výšce 439 m.
Podle údajů ze sčítání lidu roku 1991 mělo město kolem 15 tisíc obyvatel, celá općina pak 46 tisíc obyvatel. Visoko administrativně náleží do Zenicko-dobojského kantonu muslimsko-chorvatské Federace Bosny a Hercegoviny. Město je významným střediskem kožedělného průmyslu.
Nedaleko od města se nachází hora Visočica, která má jehlanovitý tvar. Mnoho lidí jí proto označuje za pyramidu záhadného původu či za mimozemskou stavbu.

## Geografie
Opčina, které je Visoko hlavním městem, má rozlohu 231 km² a nachází se ve střední části Bosny a Hercegoviny. Hraničí s opčinami Kiseljak, Busovača, Kakanj, Vareš, Breza, Ilijaš a Ilidža. Územím visocké opčiny prochází důležitý silniční (do Sarajeva) a železniční (k Jaderskému moři) koridor, vedený údolím řeky Bosny. Kromě těchto tudy ale procházejí i komunikace regionálního významu, a to všemi směry.
Přírodní poměry opčiny jsou ovlivněny údolími řek Bosny a Fojnice; krajina přechází z úrodných rovin na březích řek do vyšších zalesněných poloh. Nadmořská výška kolísá od 399 až k 1050 m, což v porovnání se zbytkem země je relativně málo a celé oblasti to pomáhá k rozvoji jak zemědělství, tak další infrastruktury, tj. i průmyslu a služeb. Území samotného města se nachází v nadmořské výšce 422 m.

## Historie

### Dávnověk a středověk
Nejstarší osídlení se datuje do dob třetího tisíciletí př. n. l. V časech Římské říše, která zde získala moc v roce 9 tu žili Ilyrové (Dassaretae), během stěhování národů se sem pak dostali Slované.
V dobách středověku bylo Visoko královským městem; z těchto privilegií také těžilo. Poprvé je zmiňováno v listině, vydané dubrovnickým obchodníkům bánem Kulinem v roce 1355.
Visoko bylo také centrem bosenské církve, v době před jejím zánikem s nástupem Osmanů. Název Visoko pochází z umístění města – staré, královské město se nachází na kopci Visoki, nové nese název Podvisoki – leží pod kopcem. Díky své příhodné poloze mohlo prosperovat z přes něj vedoucích obchodních cest. V 15. století bylo jedním z významných center středověké Bosny, sepsáno zde bylo mnoho tehdejších důležitých dokumentů. Nějakou dobu zde také pobýval i Tvrtko I. Kotromanić, v zmíněné době vládce země. V okolí města vznikly mnohé osady a kostely.

### Osmanská doba
Visoko dobyla Osmanská říše roku 1463. V této době se vlády nad městem ujal paša Ajas-beg, za jeho vlády v 70. letech 15. století vznikl harém, mekteb (základní náboženská škola), medresa (vyšší islámská škola), byla přemostěna Bosna a zajištěn byl také i přívod vody do města. Zřízena byla i vakufská nadace a tekije. Zanedlouho se Visoko stalo řemeslným, kulturním i duchovním centrem celé svojí oblasti.

### Rakousko-Uherská vláda nad městem

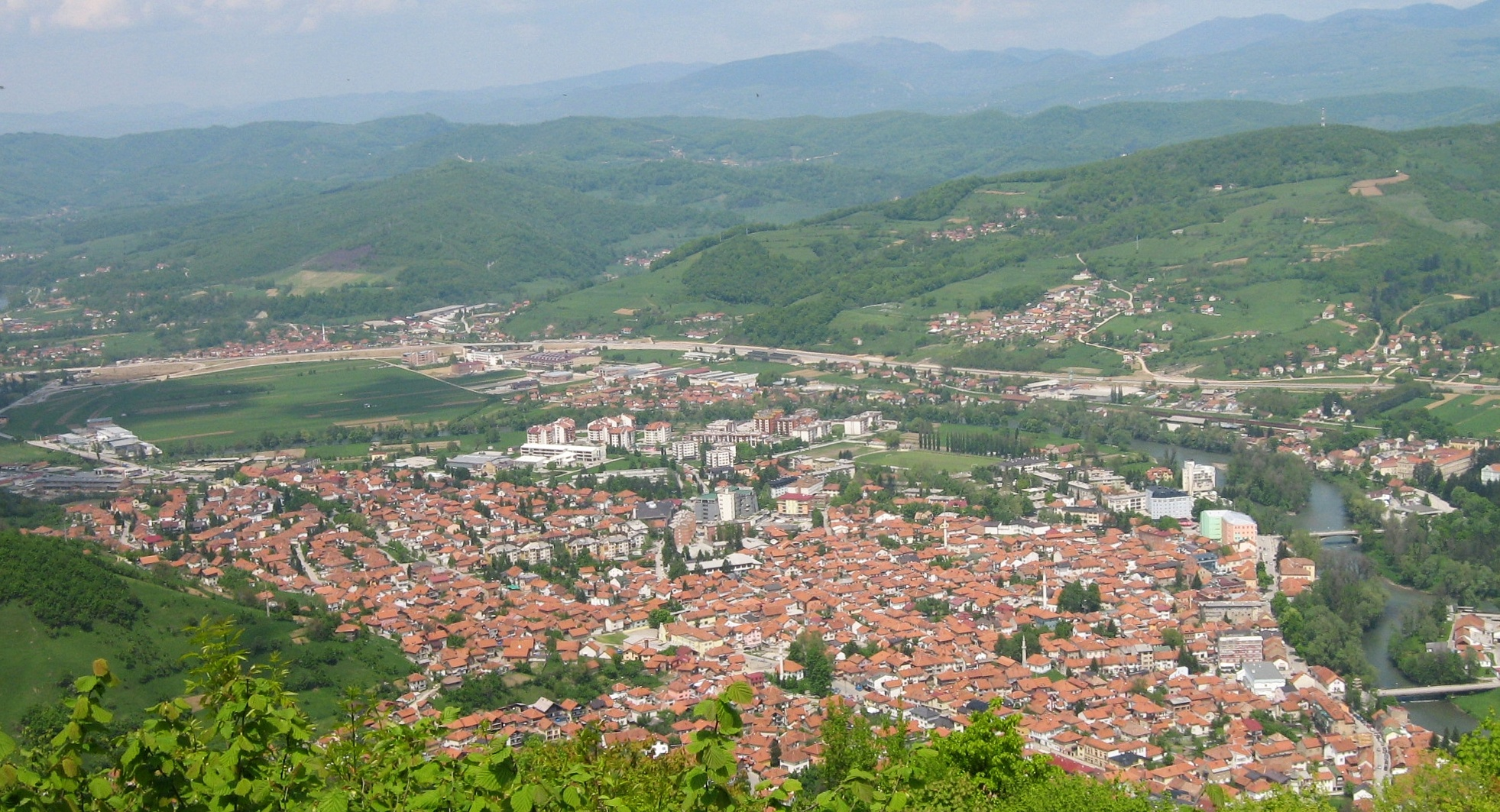
Panorama města Visoko

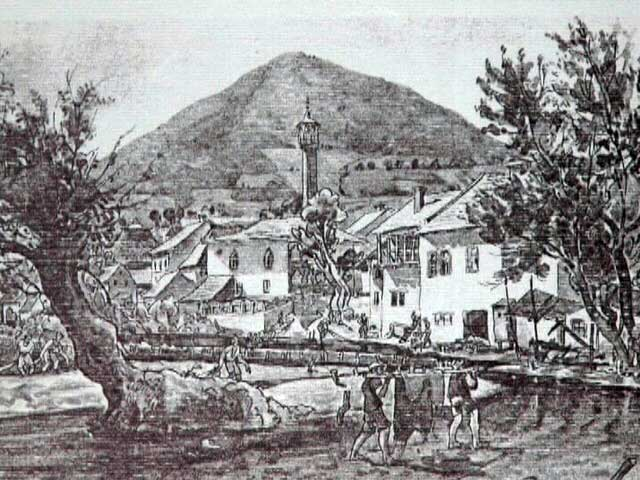
Visoko v osmanských dobách

Změnu přinesl až rok 1878, kdy Visoko obsadila, stejně jako celou tehdejší Bosnu a Hercegovinu rakousko-uherská vojska. Odpor některých osmanských sil byl tehdy velmi malý. Habsburkové však mnoho převratných změn hned neuskutečnili; Visoko si stále drželo svůj orientální islámský ráz. Zvýšení kontaktů se západními zeměmi však vedlo postupně k rozvoji města; postavily se nové čtvrti. Roku 1882 sem byla zavedena železnice, též v tomto roce se dokončila i Mešita Tabhana, dnešní pamětihodnost. Od roku 1895 tu existuje soudní budova, od roku 1900 pak gymnázium. Budovy byly stavěny v pseudo-maurském slohu, který byl pro Rakousko-Uherskou vládu v Bosně a Hercegovině typický. V prvním desetiletí tu vznikla ještě další základní škola a otevřela se nová správní budova pro přilehlou oblast.
V roce 1911 město zachvátil velký požár; zničil kompletně historické jádro Visoka, spolu s nějakými cca 450 obytnými domy vyhořelo mnoho obchodů. Zničena byla také i místní vysoká škola a Šadrvanská mešita. S obnovou města se začalo roku 1912, zemská vláda přislíbila, že nové stavby budou postaveny v bosenském stylu. Po dokončení rekonstrukce se tak město ukázalo jako mix orientální i západní kultury (podobně jako jiná okolní města, mezi které patří například Sarajevo či Travnik). Ještě v dnešní době některé z těchto budov stojí, a to i přesto, že přežily celkem tři války.

### Meziválečná doba a druhá světová válka
První z těchto válek byla samozřejmě první světová válka, která vedla k pádu dosud vládnoucího Rakousko-Uherska. V oblastech, kde žili jižní Slované se zformovalo Království SHS, jehož součástí se stalo i Visoko. V meziválečných letech však ekonomický rozvoj vzhledem k zaostalosti země nijak nepokročil.
Těsně před začátkem druhé světové války bylo město připojeno k fašistickému Chorvatsku. Visoko bylo bombardováno spojeneckými silami (Chorvatsko tehdy spolupracovalo s Německem), svrženo bylo dohromady devět bomb a zničeny byly některé strategické cíle. Visokem se sice nepřehnala fronta a v porovnání s jinými městy nebylo silně poškozeno, 1205 vojáků odsud však bojovalo a 145 z nich padlo. 7. dubna 1945 město osvobodila 7., 9. a 17. krajinská brigáda desáté divize Jugoslávských partyzánů.

### Rozvoj v časech SFRJ
Během poválečné doby přibyly další významné budovy a instituce, nutné pro fungování moderního menšího města. Otevřena byla pošta, vznikla policejní budova, dále pak požární stanice, poliklinika, objevil se také hotel, supermarkety a stadiony. Vybudování divadla pomohlo zdejšímu kulturnímu rozvoji. V oblasti školství vznikly tři nové školy – jednalo se základní školu Safvet-bega Bašaviće, dvě střední školy, nové gymnázium a jednu vysokou školu. Sportovní aktivity byly podpořeny založením fotbalového klubu NK Bosna (spojily se dva tehdejší kluby Jadran a Radnički).
Roku 1983 získal architekt Zlatko Ugljen cenu Agy Khana za architekturu; oceněna byla bílá mešita, kterou ve městě zbudovali podle jeho návrhů.
Zastavěno bylo okolí Visoka podél řek Bosny a Fojnici. Usídlila se tu společnost KTK, největší výrobce v oblasti kožedělného průmyslu v Jugoslávii; mezi zdejší menší firmy také patřily ještě Vispak, Vitex, Velepromet, GP Zvijezda a Kovina. Dalšími významnými odvětvími ale byl také průmysl textilní a potravinářský. Díky tomu se tak Visoko stalo jedním z nejvíce vyvážejících měst v SFRJ. Roku 1991 odsud bylo vyvezeno zboží v celkové hodnotě 92,5 milionů USD, z čehož 80 milionů tvořila produkce právě firmy KTK. Visoko jako ukázku úspěšného města navštívil jedenkrát i tehdejší vůdce země Josip Broz Tito.

### Válka v Bosně a Hercegovině
Tehdejší rozvoj, který však již v pozdější době měl stejně klesající tendenci, zcela zastavila válka, kterou vyvolal rozpad Jugoslávie. 6. dubna 1992 byla vyhlášena na území tehdy již nezávislé BiH Republika srbská; touto dobou se již srbské jednotky rozmístily v okolí města do bojových pozic. Místní obyvatelé, převážně Bosňáci, se také vyzbrojovali; v tom jim pomohla tehdejší bosňácká Strana demokratické akce (SDA). Někteří z nich zformovaly také i oddíly tzv. Patriotské ligy. Místním se podařilo obsadit zdejší vojenská zařízení JNA ve snaze ztížit obsazení města Srby a získat další potřebné bojové vybavení. Tento krok vedl k zvratu celé bojové situace ve Visoku a jeho okolí. Jakmile bylo Visoko obsazeno čistě muslimskými silami, bylo možné postoupit dále na jih k obleženému Sarajevu.
Během bojů sloužilo Visoko jako centrála bosňáckých sil; převážně díky své pozici ve středu bojující země s relativně dobrou infrastrukturou a improvizovaným letištěm. Město se také stalo útočištěm mnoha uprchlíků z míst, kde byla situace mnohem horší. Přesto se město ze severu snažily obklíčit srbské síly; v vesnice Zimča probíhaly velmi těžké boje.
Další boje však propukly poté, co bylo ukončeno spojenectví mezi Chorvatskou radou obrany a bosňáckou Armádou Bosny a Hercegoviny; válčilo se v okolí Busovači na jih od města. To ale netrvalo příliš dlouho; v posledních dnech roku 1994 bylo vyhlášeno příměří mezi Bosňáky a Chorvaty, kterého bylo využito pro boj proti tehdy lépe vyzbrojenému Vojsku republiky srbské.

### Poválečné Visoko
Válečné události ukončila až Daytonská smlouva. Po vyhlášení míru ale bylo Visoko těžce poškozeno, největší ztráty utrpěl samozřejmě průmysl, který byl zničen již v počátku války vzhledem ke svému strategickému charakteru. Celkové ztráty byly odhadnuty na zhruba 200 milionů amerických dolarů. V bojích padlo 297 místních vojáků, dalších 600 bylo zraněno či se nikdy nevrátili. Podle dohody město připadlo Federaci Bosny a Hercegoviny; dnes tak ve Visoku žije 96 % Bosňáků, roku 1991 to bylo 74 %.

## Ekonomika

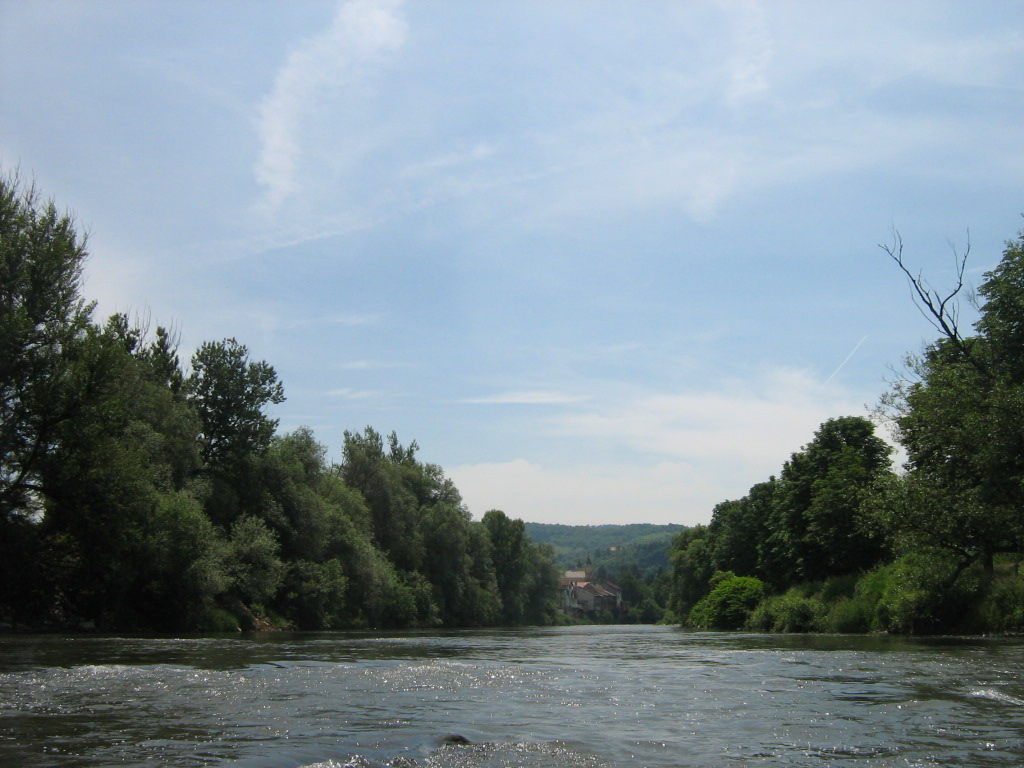
Řeka Bosna v okolí Visoka

Visoko v časech socialismu prošlo rozsáhlou industrializací a roku 1991 patřilo k městům s největší produktivitou. Celkem to fungovalo zhruba 20 různých společností, (největší z nich již byly zmíněny) jednalo se například o koženářskou firmu KTK, dále pak Vitex a mnoho dalších. Kromě toho bylo Visoko též ale i centrem v zemědělství, stavebním průmyslu a některých dalších odvětvích.
Během války v 90. letech došlo k velkým škodám; jen ve Visoku byly vyčísleny na zhruba 400 milionů KM. Přesto zde fungovala ale i válečná výroba, avšak samozřejmě jen v těch kapacitách, které nebyly postiženy.
Po uzavření míru se začalo s obnovou; přistěhovala se nová společnost Prevent, která do své nové provozovny ve Visoku investovala 5 milionů KM. Proslavila se i zdejší společnost Vispak, která se 29. června 2005 výrobou největšího kávového šálku na světě zapsala do Guinnesovy knihy rekordů.

## Turistika
Visoko se nikdy neřadilo mezi turisticky velmi atraktivní města; většina lidí tudy projede po okolní silnici do známějšího Sarajeva. Přesto se zde nachází jisté množství pamětihodností, hlavně z časů předosmanské Bosny. Například na hoře Visočica (dnes mimochodem vlastně největší turistické atrakci, která Visoko proslavila po světě) se nacházela v dobách středověku pevnost; pod ní se pak rozkládá pohřebiště, kde jsou pochováni tehdejší vladaři středověké Bosny.

## Obyvatelstvo
| Bosňáci    | 36 697 (91,88%) | 34 373 (74,46%) | 28 838 (70,50%) | 25 683 (72,34%) |
| Srbové     | 286 (0,71%)     | 7 471 (16,18%)  | 6 831 (16,70%)  | 7 166 (20,18%)  |
| Chorvati   | 576 (1.44%)     | 1,872 (4.05%)   | 1,879 (4.59%)   | 1,914 (5.39%)   |
| Jugoslávci | 0,00 (0,00%)    | 1 464 (3,17%)   | 2 783 (6,80%)   | 392 (1,10%)     |
| Ostatní    | 2,062 (5,16%)   | 980 (2,12%)     | 570 (1,39%)     | 348 (0,98%)     |
| Celkem     | 39 938          | 46 160          | 40 901          | 35 503          |